# زنگ تاجی جو
زنگ تاجی جو (نام علمی: Puccinia coronata) نام یک گونه از تیره گندم‌زنگان است.
زنگ تاجی یک بیماری جو و جو دوسر (یولاف) است که توسط قارچی موسوم به Puccinia coronata ایجاد می‌شود. صرف نظر از تعداد بسیار معدودی از گرامینه‌ها، سایر غلات زراعی را مورد حمله قرار نمی‌دهد. این بیماری در هر جا که یولاف کشت می‌شود، شایع است. تنوع در نژادهای فیزیولوژیک قارچ؛ بویژه مناطقی که میزبان واسط یعنی سنجد تلخ Rhamnus cathartica و گونه‌های مشابه ان وجود دارد، خیلی زیاد است.
جوشهای یوریدی‌ها غالباً در سطوح برگ توسعه می‌یابند؛ اما ممکن است در غلافهای برگ وسنبله‌ها نیز دیده شوند. یوریدیها به صورت تاولهای کوچک و پراکنده و تخم مرغی شکل با یوریدیوسپورهای نارنجی رنگ ظاهر می‌شوند. اپیدرم در نواحی اطراف تاول‌ها مختصراً برآورده می‌شود. یوریدیوسپور کروی یا تخم مرغی، خاردار، به رنگ زرد نارنجی است. زمانی که رسیدن گیاهان نزدیک می‌شوند، تلیاها در برگ‌های آلوده توسعه می‌یابند. جوش‌های تلیا ممکن است به صورت خطوط سیاه روشن در اطراف یوریدی‌ها رشد کنند، اما به وسیله روپوست (اپیدرم) پوشیده شوند. تلیوسپورها از نظر شکل، از تلیوسپورهای گونه‌های دیگر کاملاً مشخص هستند. نوک سلول‌های انتهایی تلیوسپورها پهن و چندین برآمدگی روی ان وجود دارد که به اسپور شکل تاج می‌دهد. وجه تسمیه قارچ نیز اسپوران است.
قارچ در آب وهوای گرم با تولید مداوم یوریدیوسپور از فصلی به فصل دیگر منتقل می‌شود. در مناطق خنک تر، بیماری به وسیله اسپورهایی که توسط جریان باد از مناطق گرم حمل می‌شوند. یا ایدیوسپورهایی که روی سنجد تلخ تشکیل می‌شوند، آغاز می‌شود.
در بسیاری از مناطق تولید یولاف مثل آفریقا، آمریکای جنوبی و مکزیک، به تناسب پیدایش نژادهای فیزیولوژیک جدید پاتوژن، اقدام‌های لازم جهت اصلاح ارقام مقاوم صورت نگرفته است؛ بنابراین تولید یولاف در این مناطق به دلیل خسارت زنگ تاجی، زنگ ساقه و ویروس کوتولگی زرد جو کاهش یافته است